# 德克薩斯特設鎮區 (密歇根州)
德克薩斯特設鎮區（英語：Texas Charter Township）是位於美國密歇根州卡拉馬祖縣的一個特設鎮區。

## 地方資料
德克薩斯特設鎮區的面積為94.01平方千米，當中陸地面積為89.05平方千米，而水域面積為4.96平方千米。根據2020年美國人口普查的數據，當地共有人口17691人，而人口密度為每平方千米188.18人。